# Alavo
Alavo (finska: Alavus) är en stad och kommun i landskapet Södra Österbotten. Alavo har 11 197 invånare och en yta på 1 151,46 km².
Alavo är enspråkigt finskt.
Tonsättaren Toivo Kuula föddes år 1883 i Alavo.
Inom kommunen finns bland annat byn Tuuri, känd i Finland för varuhuset Veljekset Keskinen Oy och det intilliggande hästskoformade monumentet Lyckoskon (OnnenKenkä). Alavo stationssamhälle ligger också i kommunen.

## Historia
I Alavo stod 1808 ett slag mellan svenska och ryska styrkor under finska kriget.

### Administrativ historik
Alavo blev en självständig församling år 1835, kommun år 1865, köping år 1974 och stad år 1977 när Finlands köpingar avskaffades och ombildades till städer. 2013 blev kommunen Töysä sammanslagen med Alavo.

## Politik

### Mandatfördelning i Alavo stad, valen 1976–2021
| 3 | 6 | 2 |  | 13 | 2 | 2 | 6 |

| 3 | 5 |  | 15 | 3 |  | 7 |

| 2 | 5 |  | 18 |  | 8 |

| 2 | 5 |  | 17 |  | 2 | 7 |

| 2 | 7 | 18 | 2 | 6 |

|  | 5 | 19 | 2 | 8 |

|  | 5 | 19 | 2 | 8 |

| 6 | 19 | 2 | 8 |

| 24 | 11 |

|  | 5 |  | 20 |  | 7 |

| 25 | 10 |

| 4 | 6 | 17 |  | 7 |

| 27 | 8 |

| 4 |  | 6 | 17 | 2 | 5 |

| 22 | 13 |

| 2 |  | 7 | 13 | 4 | 4 |

| 22 | 9 |

## Demografi

### Befolkningsutveckling
| Befolkningsutvecklingen i Alavo stad 1975–2020                                                               | Befolkningsutvecklingen i Alavo stad 1975–2020 | Befolkningsutvecklingen i Alavo stad 1975–2020 | Befolkningsutvecklingen i Alavo stad 1975–2020 | Befolkningsutvecklingen i Alavo stad 1975–2020 |
| --- | ---------------------------------------------- | ---------------------------------------------- | ---------------------------------------------- | ---------------------------------------------- |
| |                                                |                                                |                                                |                                                |
| År |                                                |                                                | Folkmängd                                      |                                                |
| 1975 | 1975                                           |                                                | 13 465                                         |                                                |
| 1980 | 1980                                           |                                                | 13 580                                         |                                                |
| 1985 | 1985                                           |                                                | 13 781                                         |                                                |
| 1990 | 1990                                           |                                                | 13 785                                         |                                                |
| 1995 | 1995                                           |                                                | 13 472                                         |                                                |
| 2000 | 2000                                           |                                                | 13 135                                         |                                                |
| 2005 | 2005                                           |                                                | 12 868                                         |                                                |
| 2010 | 2010                                           |                                                | 12 439                                         |                                                |
| 2015 | 2015                                           |                                                | 12 044                                         |                                                |
| 2020 | 2020                                           |                                                | 11 332                                         |                                                |
| Anm: Uppgifterna avser förhållandena den 31 december nämnda år enligt områdesindelningen den 1 januari 2022. |                                                |                                                |                                                |                                                |

### Språk
Befolkningen efter språk (modersmål) den 31 december 2022. Finska, svenska och samiska räknas som inhemska språk då de har officiell status i landet. Resten av språken räknas som främmande. För språk med färre än 10 talare är siffran dold av Statistikcentralen på grund av sekretesskäl.
| Språk                        | Talare 2022-12-31 | Talare 2022-12-31 |
| Språk                        | Antal             | Andel (%)         |
| ---------------------------- | ----------------- | ----------------- |
| Hela befolkningen            | 11 102            | 100,0             |
| Inhemska språk totalt        | 10 863            | 97,8              |
| Finska                       | 10 855            | 97,8              |
| Svenska                      | 7                 | 0,1               |
| Samiska                      | 1                 | 0,0               |
| Främmande språk totalt       | 239               | 2,2               |
| Ryska                        | 72                | 0,6               |
| Estniska                     | 31                | 0,3               |
| Ukrainska                    | 19                | 0,2               |
| Tagalog                      | 17                | 0,2               |
| Thailändska                  | 12                | 0,1               |
| Grekiska                     | 11                | 0,1               |
| Språk med färre än 10 talare | 77                | 0,7               |

|  | Finska (97,8 %) |

|  | Svenska (0,1 %) |

|  | Samiska (0,0 %) |

|  | Främmande språk (2,1 %) |

|  | Finska (97,8 %) |

|  | Svenska (0,1 %) |

|  | Samiska (0,0 %) |

|  | Främmande språk (2,1 %) |